# آرثر فرانك ماثيوز

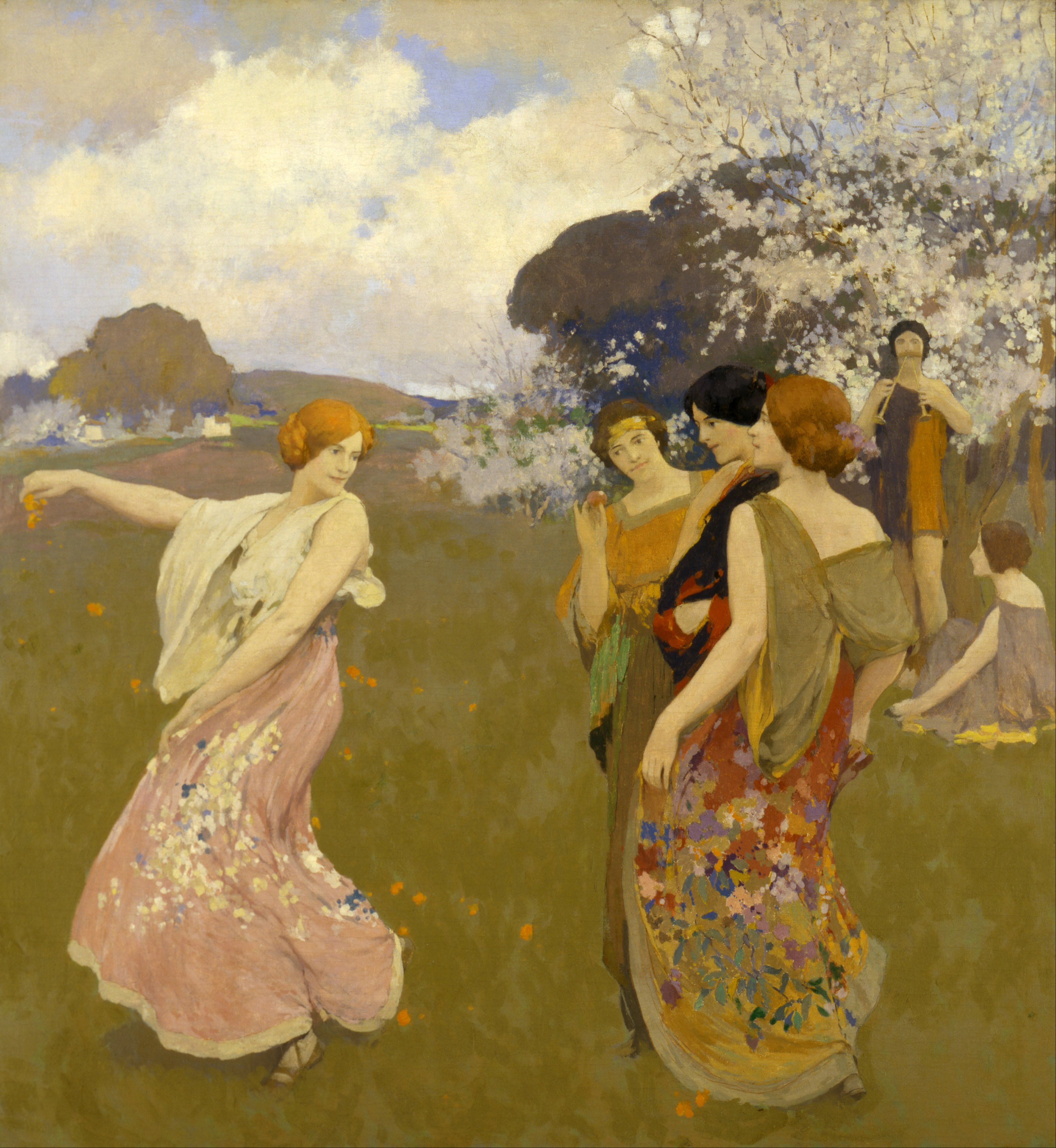
لوحة رقصة الربيع Spring Dance لماثيوز

آرثر فرانك ماثيوز (بالإنجليزية: Arthur Frank Mathews)‏ هو رسام وأستاذ جامعي ومهندس معماري أمريكي، ولد في 1 أكتوبر 1860 في ويسكونسن في الولايات المتحدة، وتوفي في 19 فبراير 1945 في سان فرانسيسكو في الولايات المتحدة.